# 크리스 브루노
크리스 브루노(Chris Bruno, 1966년 3월 15일 ~ )는 미국의 배우, 각본가, 영화 제작자, 스턴트 배우이다.
밀퍼드에서 태어났다.

## 출연 작품
- 메가 헤드 샤크 (2017년)
- 리마커블 라이프 (2015년)
- 프리즌 브레이크: 완결편 (2009년)
- 더 셀 2 (2009년)
- 베오울프 2 : 전설의 용사 (2007년)
- 넘버스 시즌1 (2005년)
- 세상에서 가장 빠른 인디언 (2005년) - 밥 하이비 역
- 프리즌 브레이크 시즌1 (2005년)
- 마이 걸프렌즈 보이프렌드 (1999년)

### 텔레비전
- 데드 존 (2002-07, The Dead Zone)